# Гайнц Вельтьє
Гайнц Вельтьє (нім. Heinz Wöltje, 4 січня 1902 — 26 вересня 1968) — німецький хокеїст на траві.
Бронзовий призер Олімпійських Ігор 1928 року.